# Râul Manonga
Manonga, de asemenea cunoscut și ca Manyonga, este o râu ce traversează statul Tanzania și care apoi se varsă în lacul Kitangiri. În timpul sezonului cald, din iunie până în noiembrie, râul Manonga este complet uscat (secat). 